# Alexander Iwanowitsch Werchowski

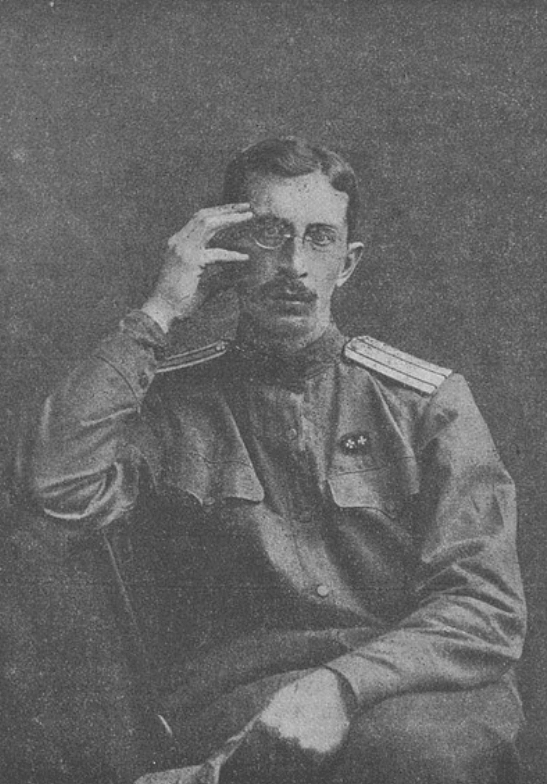
Alexander Iwanowitsch Werchowski (1917)

Alexander Iwanowitsch Werchowski (Александр Иванович Верховский) (* 1886; † 1938) war ein russischer Kriegsminister und sowjetischer Militär.

## Leben
Werchowski war Professor an der Akademie des Generalstabs der RKKA; 1917 Verteidigungsminister der Übergangsregierung; 1938 wurde er während der Stalinschen Säuberungen hingerichtet.